# Portaszolgálat

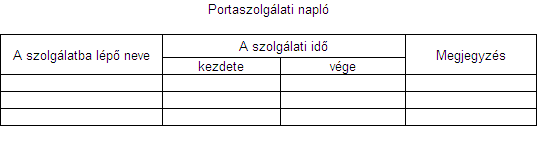
Portaszolgálati napló-minta

A porta, vagy portaszolgálat vagyonvédelmi helyszín, a vállalat és a külvilág fizikai érintkezésének elsődleges pontja. Állandó felügyeletet igényel, mivel itt szűrhetőek leghatékonyabban a vállalat számára nemkívánatos külső zavaró hatások.

## Szabályozási feladatok
- munkaidő, nyitvatartási idő meghatározása
- üzemidőn kívüli események szabályozása, engedélyezése
- házirendek meghatározása
- kapcsolt feladatok meghatározása
- időszakos helyettesítések rendje

## Végrehajtási feladatok
- beléptetések
- információs igények kielégítése
- egyéb feladatok (áruátvizsgálás, kulcskiadás stb.)
- naplózás

## Különös helyzetek
- törvényileg megengedett különös jogok: csomag- és ruházat átvizsgálás, szondáztatás, bűncselekmény esetén visszatartás